# Torneo Godó 1981
Il Torneo Godó 1981 è stato un torneo di tennis giocato sulla terra rossa. È stata la 29ª edizione del Torneo Godó,
che fa parte del Volvo Grand Prix 1981. Si è giocato al Real Club de Tenis Barcelona di Barcellona in Spagna, dal 5 all'11 ottobre 1981.

## Campioni

### Singolare
Ivan Lendl ha battuto in finale  Guillermo Vilas con il punteggio di 6–0, 6–3, 6–0

### Doppio
Anders Järryd /  Hans Simonsson hanno battuto in finale  Andrés Gómez /  Hans Gildemeister con il punteggio di 6–1, 6–4